# Christoph Becker (Politiker, 1814)
Christoph Becker (* 15. Juni 1814 in Daun; † 24. April 1886 ebenda) war ein deutscher Jurist, Mitglied der Frankfurter Nationalversammlung und des Preußischen Abgeordnetenhauses. 

## Leben
Becker war der Sohn eines Zivilrichters und besuchte das Gymnasium in Trier, wo er 1834 das Abitur bestand. Er studierte Rechtswissenschaften an der Universität Bonn bis 1836 und dann in Berlin bis 1838. Danach war er ab 1846 Assessor in Trier.
Vom 18. Mai 1848 bis zum 30. Mai 1849 gehörte er der Frankfurter Nationalversammlung für den Wahlort Schönecken an. Er schloss sich der Fraktion des Württemberger Hofs an. Er stimmte für die Wahl Friedrich Wilhelms IV. als Deutschen Kaiser und die Reichsverfassung. 
Danach war er von 1851 bis 1858 wieder Assessor in Elberfeld und Köln. Bis 1859 war er Friedensrichter in Elberfeld, ab 1859 Landgerichtsrat in Koblenz und ab 1861 Instruktionsrat in Simmern. Von 1862 bis 1866 war er Mitglied des Preußischen Abgeordnetenhauses, wo er sich dem Linken Zentrum anschloss. Ab 1871 war er Präsident des Landgerichts Düsseldorf.
Er war Angehöriger des Corps Palatia Bonn.
Peter Kaufmann (1803–1872), Nationalökonom und Vordenker der Friedensforschung, war sein Schwiegervater.